# Eleutherococcus giraldii
Eleutherococcus giraldii là một loài thực vật có hoa trong Họ Cuồng cuồng. Loài này được (Harms) Nakai mô tả khoa học đầu tiên năm 1924.